# آيت وايلي (آيت وابلي)
آيت وايلي هي إحدى مشيخات المملكة المغربية، تتبع جغرافيا لإقليم طاطا وإداريًا لآيت وابلي. يقدر عدد سكانها بـ 1052 نسمة حسب الإحصاء الرسمي للسكان والسكنى لسنة 2004.